# Denis Petrić
Denis Petrić (Liubliana, 24 de mayo de 1988) es un futbolista esloveno. Juega de portero y se encuentra sin equipo tras abandonar el R. C. Lens.

## Clubes
| Club               | País    | Año       |
| ------------------ | ------- | --------- |
| A. J. Auxerre II   | Francia | 2004-2007 |
| A. J. Auxerre      | Francia | 2007-2009 |
| SO Cassis Carnoux  | Francia | 2009-2010 |
| F. C. Istres       | Francia | 2010-2013 |
| E. S. Troyes A. C. | Francia | 2013-2016 |
| Angers S. C. O.    | Francia | 2016-2017 |
| E. A. Guingamp     | Francia | 2017-2019 |
| F. C. Nantes       | Francia | 2019-2024 |
| R. C. Lens         | Francia | 2024-2025 |

## Palmarés

### Títulos nacionales
| Título          | Club         | País    | Año  |
| --------------- | ------------ | ------- | ---- |
| Copa de Francia | F. C. Nantes | Francia | 2022 |